# Kozi Ogon
Kozi Ogon – osada wsi Nowy Skoszyn w Polsce, położona w województwie świętokrzyskim, w powiecie ostrowieckim, w gminie Waśniów.
W latach 1975—1998 osada administracyjnie należała do województwa kieleckiego.